# Eleição parlamentar na Albânia em 2021
A eleição parlamentar albanesa de 2021 foi realizada em 25 de abril e consistiu no 10º pleito eleitoral realizado no país desde sua redemocratização em 1991.

## Resultados eleitorais
| Partido                           | Partido                           | Votos     | %     | Cadeiras | +/– |
| --------------------------------- | --------------------------------- | --------- | ----- | -------- | --- |
|                                   | PSSh                              | 768 134   | 48.67 | 74       | 0   |
|                                   | PDSh-PRSh                         | 622 234   | 39.43 | 59       | 16  |
|                                   | LSI                               | 107 521   | 6.81  | 4        | 15  |
|                                   | PSD                               | 35 475    | 2.25  | 3        | 2   |
| Total de votos válidos            | Total de votos válidos            | 1 578 117 | 95.00 | –        | –   |
| Votos inválidos (brancos e nulos) | Votos inválidos (brancos e nulos) | 83 059    | 5.00  | –        | –   |
| Total de votos registrados        | Total de votos registrados        | 1 661 176 | 100   | –        | –   |
| Eleitorado apto a votar           | Eleitorado apto a votar           | 3 588 869 | 46.29 | –        | –   |

## Repercussão e análise
Concorrendo novamente sem coligação, o majoritário PSSh sagrou-se vencedor do pleito ao obter 48,67% dos votos válidos, elegendo os mesmos 74 deputados em relação à 2017, condição suficiente para que o partido reafirmasse sua maioria absoluta de assentos no Parlamento da Albânia e confirmasse um terceiro mandato consecutivo para o primeiro-ministro Edi Rama.
Por sua vez, em uma tentativa de buscar unidade entre os partidos da oposição, o PDSh e o PRSh formaram a coalizão eleitoral Aleanca për Ndryshim (em português: Aliança pela Mudança) para disputar a eleição parlamentar. Apesar de derrotados pelo PSSh, a coalizão teve êxito em aumentar seu índice de preferência entre o eleitorado albanês, obtendo 39,43% dos votos e elegendo 59 deputados, 16 a mais em relação a 2017.
O LSI manteve-se como a terceira força política do país, porém experimentou uma queda substancial em seu índice de preferência do eleitorado, obtendo 6,81% dos votos e elegendo somente 4 deputados, 15 a menos em relação a 2017.
Já o PSD consolidou-se na condição de quarta força política ao experimentar um aumento no seu índice de votos para 2,25% do eleitorado, o que permitiu aumentar sua bancada parlamentar de 1 para 3 deputados em relação a 2017.